# Zwiggelte
Zwiggelte (Drents: Zwiggel of Zwiggelt) is een esdorp in de gemeente Midden-Drenthe, in de Nederlandse provincie Drenthe. 
Het dorp ligt ten noordwesten van Westerbork. Het behoorde tot 1998 tot de gelijknamige gemeente. Het dorp Zwiggelte is in de Middeleeuwen ontstaan, in een beekdal van de Westerborkerstroom.
In 1416 wordt het vermeld als Zwichtelen, in 1477 als Swijchler en in 1551 als Zwichteler. Doordat er een beperkte dorpsuitbreiding is geweest, is het oude open karakter nog te zien van het dorp. Restanten van een brink zijn te vinden aan de zuidoostkant van Zwiggelte. Verder kent het dorp veel oude boerderijen.
In 1840 woonden er Zwiggelte 184 inwoners. In het begin van de twintigste eeuw werd een deel van buitengebied verder ontgonnen. In 1998 woonden 187 inwoners in het buitengebied, terwijl er in de woonkern dan 254 inwoners waren, tezamen 441 inwoners. Het aantal bewoners in de woonkern nam daarna langzaam af. In 2014 woonden er 202 inwoners in de kern en in het buitengebied woonden dan 220 inwoners (422 inwoners tezamen). In 2023 woonden er 470 inwoners.

## Oorlogsmonument
Bij Oranjekanaal NZ 12 staat er sinds 2015 Tweede Oorlogsmonument voor de Canadees John Kibzey, die tijdens de bevrijding van het dorp is gesneuveld. Voor 2015 werd deze Canadees geëerd in het dorp Oranje, westelijker gelegen aan het Oranjekanaal. Nader onderzoek heeft echter uitgewezen dat hij in werkelijkheid bij Zwiggelte is omgekomen.
Hoofdplaats: Beilen

Overige kernen: Alting · Balinge · Beilervaart · Bovensmilde · Brunsting · Bruntinge · De Polle · Drijber · Elp · Eursing · Eursinge · Garminge · Hijken · Hijkersmilde · Holthe · Hoogersmilde · Hooghalen · Klatering · Laaghalen · Laaghalerveen · Lieving · Lievingerveld · Makkum · Mantinge · Nieuw-Balinge · Norgervaart (deels) · Oosthalen · Oranje · Orvelte · Smalbroek · Rheeveld · Smilde · Spier · Terhorst · Westerbork · Wijster · Witteveen · Zuidveld · Zwiggelte

Drenthe: Steden en dorpen      Nederland: Provincies · Gemeenten